# Международный день видимости небинарных людей
Международный день видимости небинарных людей отмечается ежегодно 14 июля и направлен на повышение осведомленности о проблемах, с которыми сталкиваются небинарные люди во всём мире. Этот день впервые отметили в 2012 году. Дата находится ровно между Международным мужским днем и Международным женским днем.
Большинство стран мира не признают небинарный гендер, а это означает, что у большинства небинарных людей в паспорте записан не их гендер. Австралия, Бангладеш, Канада, Дания, Германия, Нидерланды и Новая Зеландия включают небинарные варианты гендера в паспортах, а 23 штата США и Вашингтон, округ Колумбия позволяют жителям отмечать свой пол как «X» в своих водительских правах.
Неделя небинарной осведомленности — это неделя, начинающаяся в воскресенье или понедельник предшествующая Международному дню видимости небинарных людей (14 июля). Этот период осведомленности об ЛГБТ+ посвящен тем, кто не вписывается в традиционную бинарную гендерную систему то есть тем, кто не идентифицирует себя как мужчина или женщина, или кто может идентифицировать себя как мужчина и женщина, или кто вообще не попадает в эти категории.